# Xysticus deichmanni
Xysticus deichmanni là một loài nhện trong họ Thomisidae.
Loài này thuộc chi Xysticus. Xysticus deichmanni được William Sørensen miêu tả năm 1898.